# Achalkalaki
Achalkalaki (gruz. ახალქალაქი, orm. Ախալքալաք, ros. Ахалкалаки, tur. Ahalkalaki, w czasach osmańskich Ahılkelek) – miasto w Gruzji liczące około 7700 mieszkańców (2023), w tym w 90% Ormian. Znajduje się ok. 30 km od granicy z Turcją, w prowincji Samcche-Dżawachetia.

## Historia
W 1066 roku zdobyte przez Seldżuków za panowania Alp Arslana. Miasto to po wojnie rosyjsko-tureckiej przeszło w 1829 z rąk tureckich pod władanie cara Rosji.
Od czasów wojny z Turcją mieście stacjonowały wojska rosyjskie; za czasów ZSRR rozlokowana tu była 147 Dywizja Zmechanizowana (do 1955 - 402 Dywizja Strzelecka, JW 42776), stanowiąca część 9 Armii Ogólnowojskowej Zakaukaskiego Okręgu Wojskowego, a po rozformowaniu 9 Armii weszła w skład 31 Korpusu Armijnego Zakaukaskiego Okręgu Wojskowego. Dywizja była wyposażona w najlepszy sprzęt bojowy w całym Zakaukaskim Okręgu Wojskowym.
Po upadku ZSRR dywizja została przekształcona w rosyjską 62 Bazę Wojskową. Na podstawie porozumienia zawartego w Soczi z władzami niepodległej Gruzji w roku 2006 ostatni Rosjanie opuścili tę bazę 27 czerwca 2007.

## Demografia
Achalkalaki jest miastem wyludniającym się. W 2023 roku liczyło 7,7 tys. mieszkańców, przy 8,3 tys. w spisie powszechnym z 2014 roku i 9,8 tys. w spisie powszechnym z 2002 roku.

## Gospodarka
Przez Achalkalaki przebiega rurociąg naftowy z Baku do Turcji, z której dalej tankowcami przez Morze Czarne ropa naftowa transportowana jest do Europy.